# Гринхајнихен
Гринхајнихен (њем. Grünhainichen) општина је у њемачкој савезној држави Саксонија. Једно је од 69 општинских средишта округа Ерцгебирге. Према процјени из 2010. у општини је живјело 2.443 становника. Посједује регионалну шифру (AGS) 14521270.

## Географски и демографски подаци
Гринхајнихен се налази у савезној држави Саксонија у округу Ерцгебирге. Општина се налази на надморској висини од 421 метра. Површина општине износи 14,3 km². У самом мјесту је, према процјени из 2010. године, живјело 2.443 становника. Просјечна густина становништва износи 171 становника/km².